# Talipariti dalbertisii
Talipariti dalbertisii är en malvaväxtart som först beskrevs av Ferdinand von Mueller, och fick sitt nu gällande namn av Paul Arnold Fryxell. Talipariti dalbertisii ingår i släktet Talipariti och familjen malvaväxter. Inga underarter finns listade i Catalogue of Life.